# Institut de recherche Icare
Pour les articles homonymes, voir Icare (homonymie).
L'Institut de recherche Icare (Institut CAntonal de REcherche) a été créé en 1991, à Sierre (Valais - Suisse), à l’initiative de l’École d’informatique de Sierre. Il compte parmi ses membres, représentés au comité, l’État du Valais, Sierre Région, la commune de Sierre et la HES-SO Valais-Wallis. Il œuvre dans le domaine des technologies de l’information. Il participe à des projets de recherche nationaux, internationaux et collabore avec la HES-SO et d’autres institutions de formation ou de recherche. Il se concentre sur la conception et la création de logiciels basés sur des technologies de pointes dans plusieurs axes de recherche, comme : la vision artificielle (OCR, détection de réseau veineux palmaire sur images infrarouges, décodeurs optiques dédiés aux appareils mobiles,, localisation d’objets grâce à l’apprentissage profond), l'intelligence artificielle (analyse des données, aide à la décision, optimisation, modèle prédictif, gestion informationnelle de l’énergie/e-énergie,, e-tourisme, big data), l'apprentissage machine, l’implémentation mobile et multi-plateforme (Ionic, Kotlin, Swift, Flutter), ainsi qu'aux objets connectés capables de communiquer et d'interagir avec des services distants (cobotique, médecine personnalisée, médecine prédictive, habits connectés, objets intelligents,,,).